# Nishioka Kenta
Kenta Nishioka (西岡 謙太 Nishioka Kenta, sinh ngày 15 tháng 4 năm 1987 ở Ehime) là một cầu thủ bóng đá người Nhật Bản hiện tại thi đấu cho Ang Thong.

## Thống kê sự nghiệp
Cập nhật đến ngày 23 tháng 2 năm 2017.
| Thành tích câu lạc bộ | Thành tích câu lạc bộ | Thành tích câu lạc bộ | Giải vô địch | Giải vô địch | Cúp                   | Cúp                   | Cúp Liên đoàn | Cúp Liên đoàn | Tổng cộng | Tổng cộng |
| Mùa giải              | Câu lạc bộ            | Giải vô địch          | Số trận      | Bàn thắng    | Số trận               | Bàn thắng             | Số trận       | Bàn thắng     | Số trận   | Bàn thắng |
| Nhật Bản              | Nhật Bản              | Nhật Bản              | Giải vô địch | Giải vô địch | Cúp Hoàng đế Nhật Bản | Cúp Hoàng đế Nhật Bản | Cúp Liên đoàn | Cúp Liên đoàn | Tổng cộng | Tổng cộng |
| --------------------- | --------------------- | --------------------- | ------------ | ------------ | --------------------- | --------------------- | ------------- | ------------- | --------- | --------- |
| 2010                  | Mito HollyHock        | J2 League             | 18           | 0            | 0                     | 0                     | -             | -             | 18        | 0         |
| 2011                  | Mito HollyHock        | J2 League             | 38           | 0            | 3                     | 0                     | -             | -             | 41        | 0         |
| 2012                  | Mito HollyHock        | J2 League             | 35           | 2            | 2                     | 0                     | -             | -             | 37        | 2         |
| 2013                  | Mito HollyHock        | J2 League             | 37           | 2            | 1                     | 0                     | -             | -             | 38        | 2         |
| 2014                  | Mito HollyHock        | J2 League             | 21           | 1            | 1                     | 0                     | -             | -             | 22        | 1         |
| 2016                  | Kagoshima United FC   | J3 League             | 4            | 0            | 0                     | 0                     | -             | -             | 4         | 0         |
| Tổng cộng sự nghiệp   | Tổng cộng sự nghiệp   | Tổng cộng sự nghiệp   | 153          | 5            | 7                     | 0                     | -             | -             | 160       | 5         |